# Oderwitz
Oderwitz (hornolužickosrbsky Wódrjeńca) je obec v Horní Lužici v německé spolkové zemi Sasko. Nachází se v zemském okrese Zhořelec a má přibližně 4 800 obyvatel.
Obec leží na silnici B96 8 km severozápadně od Žitavy a 15 km jihovýchodně od Löbau. Obcí též prochází železniční trať Žitava – Drážďany.
V obci je známá letní bobová dráha.

## Místní části
Místní části obce jsou Oberoderwitz a Niederoderwitz.

## Podstávkové domy v Oderwitz
Na území obce se nachází celkem na 450 podstávkových domů, typických staveb lidové architektury v oblasti Lužice.

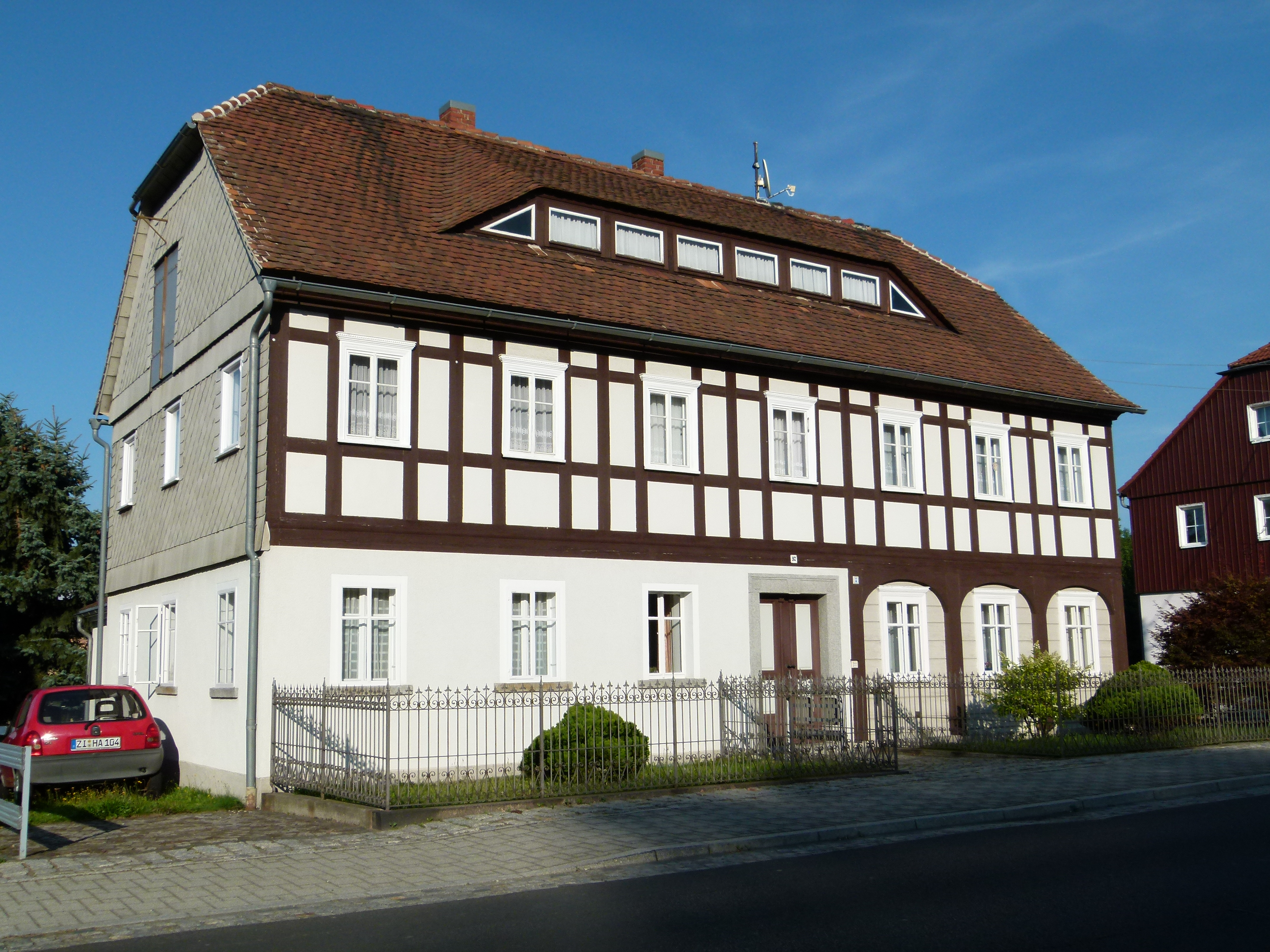
Oderwirz, Hauptstraße 97
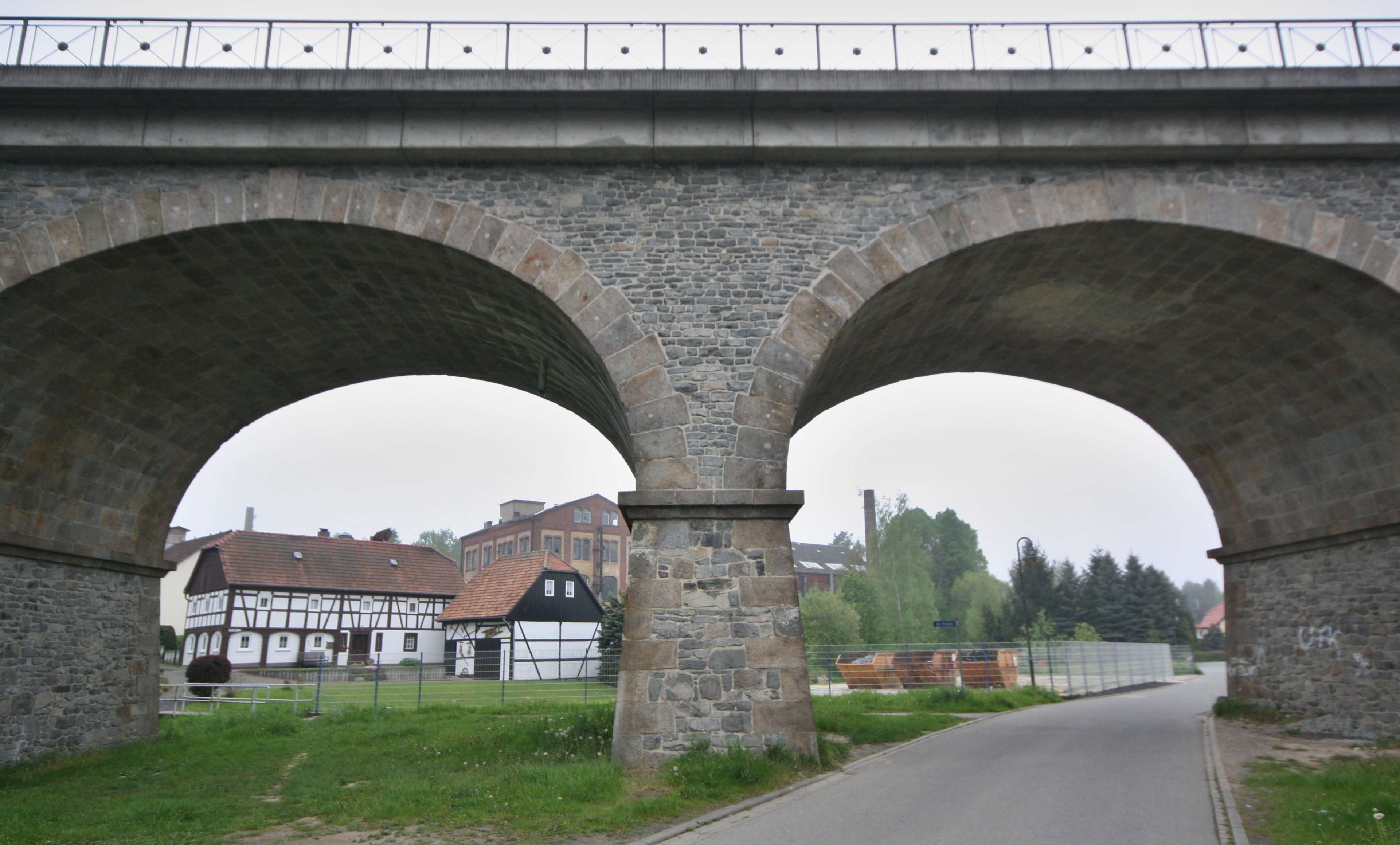
Viadukt a domy v Oberoderwitz
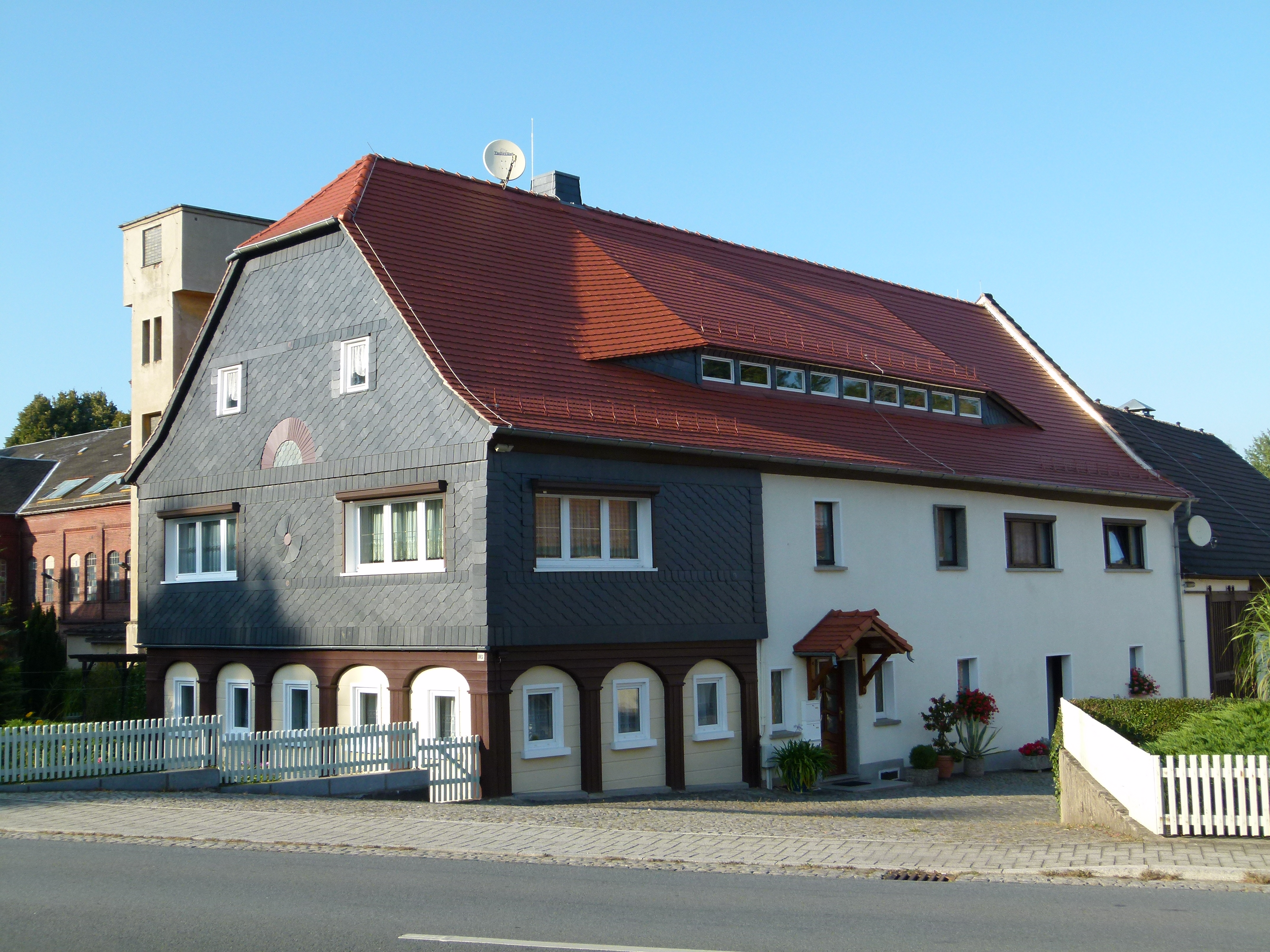
Oderwitz, Hauptstraße 105
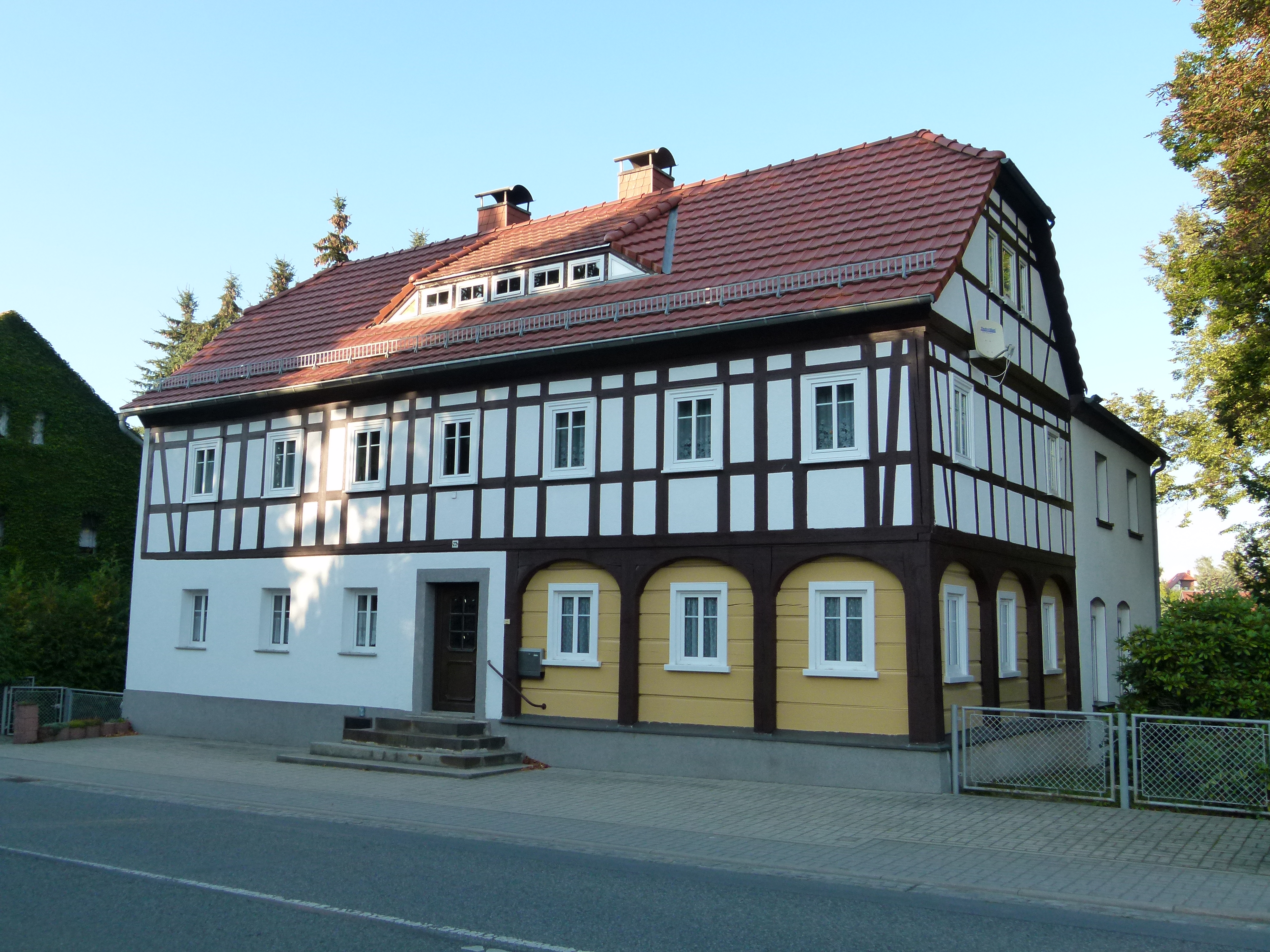
Straße der Republik 72, Niederoderwitz